# LOMO – The Language of Many Others
LOMO – The Language of Many Others ist das Spielfilmdebüt von Regisseurin Julia Langhof. Der Film hatte auf dem 35. Filmfest München 2017 Premiere. Der reguläre Kinostart erfolgte am 12. Juli 2018.
Der Film erzählt die Geschichte eines Jugendlichen, der sein Alltagsleben im Netz publik macht, so dass seine Blog-Follower  immer mehr – auch visuell – daran teilnehmen und Einfluss auf seine Entscheidungen bzw. seine Existenz bekommen. Durch eine ungewöhnliche Kameraführung und experimentelle Elemente, v. a. bei der Darstellung des Einflusses der Follower-Gemeinde, die sich aus unbekannten Personen aus den verschiedensten Kulturkreisen zusammensetzt, werden die digitalen Möglichkeiten und Gefahren sehr eindringlich dargestellt.

## Handlung
Der 17-jährige Karl lebt mit seinen Eltern, einem erfolgreichen Architektenehepaar, und seiner Zwillingsschwester Anna gut situiert in Berlin. Die Jugendlichen stehen kurz vor dem Schulabschluss. Während Anna schon konkrete Karrierepläne hegt, ist der eigensinnige Karl seiner Zukunft gegenüber gleichgültig eingestellt. Seinem Lehrer, Herrn Finke, der ihm noch eine Chance auf das Abitur einräumen will, begegnet er mit Überheblichkeit und Renitenz. Er verbringt große Teile seiner Freizeit mit seinem Blog „The language of many others“, in dem er u. a. Alltagsszenen aus seiner Familie postet und der auf Resonanz bei jungen Leuten aus aller Welt stößt. Als seine Eltern bemerken, dass er sie in seinem Blog ungefragt bloßstellt, ist v. a. sein Vater darüber erbost und ihr Verhältnis trübt sich immer mehr ein.
Kurz darauf taucht eine neue Mitschülerin, Doro, auf, in die sich Karl verliebt. Sie lebt ebenfalls in sehr privilegierten Verhältnissen und gibt sich ähnlich gelangweilt ihrer Situation gegenüber wie Karl. Nach einer kurzen Affäre lässt sie ihn wieder fallen, weil sie angeblich keinerlei Bindung will. Karl ist tief verletzt und verunsichert. Er veröffentlicht ein intimes Video von sich und Doro, was vor allem deren Eltern empört. Bei einer Aussprache zeigt er keinerlei Unrechtsbewusstsein. Als sein Vater ihm sein Handy wegnimmt und im Affekt ins Wasser wirft, lässt die Follower-Gemeinde ihm ein neues mit komplett rekonstruiertem Material zukommen. Karl kommuniziert weiter auf seinem Blog und lässt sich immer mehr von den Followern lenken. Als Doros Mutter, die beim Senat über die Vergabe eines Projekts entscheidet, das für Karls Eltern existenziell wichtig ist, diesen den schon sicheren Auftrag entzieht, sorgen die Follower durch Erpressung für die Revision ihrer Entscheidung. Doro und Karl haben zwischenzeitlich wieder zusammengefunden. Beim Abiball kommt es jedoch zum Eklat: Karls Vater erfährt, dass der Gewinn der Ausschreibung auf Erpressung beruht, und schlägt seinen Sohn, den er für den Verantwortlichen hält, vor aller Augen nieder. Doro ist entsetzt und wendet sich von ihm ab. Karl ist zutiefst empört und leugnet vehement seine Schuld, er rennt kopflos aus dem Saal und gerät draußen auf eine Schnellstraße mit dahinrasenden Autos. Seine Follower, die die ganze Szene beobachten konnten, kommentieren das Geschehen und geben ihm Ratschläge. Sie schicken ihn, der sich ihnen wie schon früher im Spiel mit geschlossenen Augen anzuvertrauen scheint, mit unterschiedlichen Anweisungen auf einen lebensgefährlichen Parcours. Am Ende sinkt er auf dem Mittelstreifen zusammen. Der Fortgang des Geschehens bleibt offen.

## Produktion
Der Film ist eine Produktion der Flare Film Produktion in Koproduktion mit Basis Berlin Produktion, Cine Plus und Rundfunk Berlin-Brandenburg (rbb), in Zusammenarbeit mit ARTE. Gefördert wurde der Film vom Medienboard Berlin-Brandenburg, der Beauftragten der Bundesregierung für Kultur und Medien (BKM), dem Kuratorium junger deutscher Film und des DeutschenFilmförderfonds (DFFF). Gedreht wurde der Film von 1. September 2015 bis 10. Oktober 2015 in Berlin.
Im Dezember 2021 steht der Film auf dem Programm des ArteKino-Festivals.

## Rezeption
Die deutsche Filmzeitschrift epd Film kritisierte: Je dichter allerdings der Plot gestrickt wird, desto weniger kann die stimmungsvolle Inszenierung den Film noch tragen. Auch das starke Spiel von Jonas Dassler in der Hauptrolle tritt nun gegenüber dem lauten Klappern der Dramaturgie in den Hintergrund.
Im internationalen Branchenmagazin Variety war zu lesen: Genauso beeindruckend wie die wendungsreiche, fesselnde Erzählung und die überzeugenden schauspielerischen Leistungen, ist die Tatsache, dass Langhof mit der dynamischen Ästhetik mehrerer Ebenen ins Schwarze trifft, indem sie die vielfältigen Sinneseindrücke sozialer Medien (Video, Audio, Emoji, Textnachrichten) mit einer traditionelleren Inszenierung verschmilzt.
Das europäische Filmportal Cineuropa befand über den Film: Zweifellos ist LOMO – The Language of Others ein sehr eigener, erfrischender Film; mehr noch, es ist ein Film, der der Erfahrung einer jüngeren Generation entspricht, was sich in seiner neuen Form und einem neuen filmischen Erzählen äußert.
Der Kritiker Rüdiger Suchsland lobte auf artechok: Lomo ist ein hochinteressanter Film, der im Gewand eines klassischen Coming-of-Age-Films daherkommt, aber experimentelle Passagen nicht scheut, und den Mut hat, das unerforschte Terrain der Filterblasen und Echokammern zum Thema zu machen.

## Auszeichnungen
- 2017: Förderpreis Neues Deutsches Kino für das beste Drehbuch beim Filmfest München[13]
- 2017: Götz-George-Nachwuchspreis für Jonas Dassler bei den First Steps Awards[14]
- 2017: Michael-Ballhaus-Preis für die beste Kamera bei den First Steps Awards[15]
- 2017: Filmkunstpreis Sachsen-Anhalt/Nachwuchs für Jonas Dassler bei den Filmkunsttagen Sachsen-Anhalt[16]
- 2017: Preis für die beste Filmmusik beim Kinofest Lünen[17]
- 2017: Preis für den besten Nachwuchsdarsteller für Jonas Dassler beim Bayerischen Filmpreis[18]
- 2018: Kinder- und Jugendfilmpreis LEO beim Filmkunstfest Mecklenburg-Vorpommern[19]
- 2018: new berlin film award – Bester Schauspieler: Jonas Dassler beim achtung berlin – Filmfestival[20]
- 2018: new berlin film award – Beste Produktion beim achtung berlin – Filmfestival[21]

Zudem wurde der Film von der Deutschen Film- und Medienbewertung (FBW) mit dem Prädikat besonders wertvoll ausgezeichnet.